# Tapentadol
Tapentadol ist ein zentral wirkender, schmerzstillender Wirkstoff, der von der Grünenthal GmbH entwickelt wurde. Er wirkt zum einen als Agonist am μ-Opioidrezeptor und zum anderen als selektiver Noradrenalin-Wiederaufnahmehemmer am Noradrenalin-Transporter.
Tapentadol ist ein stark wirksames Opioid-Analgetikum, das prinzipiell der Stufe III im WHO-Stufenschema (Klassifizierung der Schmerztherapie) zuzuordnen ist. Allerdings gilt diese Zuordnung nur eingeschränkt, da bis 2014 keine randomisierten, kontrollierten Vergleichsstudien mit dem ähnlichen Tramadol oder anderen Opioiden vorliegen.

## Pharmakologische Eigenschaften

### Wirkungsmechanismus
Tapentadol ist ein Agonist am μ-Opioidrezeptor. Er wirkt als selektiver Noradrenalin-Wiederaufnahmehemmer. Der Mechanismus der Noradrenalin-Wiederaufnahmehemmung wird auch in der adjuvanten medikamentösen Schmerztherapie mit Antidepressiva genutzt.
Die Affinität von Tapentadol zu den μ-Opioidrezeptoren (Ratte, Mensch) ist etwa 15- bis 20-fach höher als die des strukturell verwandten Tramadols, hingegen um den Faktor 2,7 niedriger als die des  pharmakologisch aktiven Metaboliten (+)-O-Desmethyltramadol. Es bestehen im Vergleich zu Tramadol Unterschiede hinsichtlich des Verhältnisses von Anreicherung im ZNS zu μ-Rezeptoraktivität und Noradrenalin-Wiederaufnahmehemmung, die nahelegen, dass sich die beiden Wirkmechanismen hinsichtlich ihres synergistischen Effekts für Tapentadol und Tramadol unterschieden.
Anders als Tramadol hemmt Tapentadol die Serotoninwiederaufnahme nicht.

### Aufnahme und Verteilung im Körper
Tapentadol wird im Magen-Darm-Trakt zu etwa 30 % resorbiert. In der Leber erfolgt Glucuronidierung und Sulfatierung. Der Metabolit wird zu 95 % über die Niere ausgeschieden. Die Plasmahalbwertszeit beträgt vier Stunden. Arzneilich verwendet werden das wasserlösliche Tapentadolhydrochlorid, Tapentadoltartrat und Tapentadolphosphat.

## Klinische Angaben

### Anwendungsgebiete (Indikationen)
Tapentadol ist zugelassen für die Behandlung starker chronischer Schmerzen (Retardformulierung) und mäßig starker bis starker akuter Schmerzen (rasch freisetzende Formulierung), die nur mit Opioidanalgetika angemessen behandelt werden können. Die Kassenärztliche Bundesvereinigung (KBV) in Deutschland empfahl 2012, Tapentadol wegen fehlender Daten bei Tumorpatienten  nur bei Patienten mit schweren nicht-tumorbedingten chronischen Schmerzen einzusetzen, bei denen retardiertes Morphin keine ausreichende Wirkung erzielte oder Morphin nicht vertragen wurde.

### Gegenanzeigen und Anwendungsbeschränkungen
Die Gegenanzeigen entsprechen denen der anderen Opioide (Unverträglichkeit des Wirkstoffes, Gefahr der Atemdepression, nicht bei Ileuszuständen, Intoxikationen durch zentral wirksame Substanzen).
Die Anwendungsbeschränkungen (Verwendung nur unter besonderer Beobachtung möglich) entsprechen weitgehend denen der anderen Opioide (Kinder und Jugendliche unter 18 Jahren, Koma, schwere Schädel-Hirnverletzungen, Hirntumoren, fortgeschrittene Niereninsuffizienz, schwere Lebererkrankungen, Opiatabhängigkeit, schwere Störungen der Atemfunktion, Hypotension, Blasenentleerungsstörungen, Pankreas- und Gallenwegserkrankungen, Phäochromozytom).
In der Schwangerschaft ist eine Atemdepression des Fötus nicht auszuschließen. Tapentadol kann in die Muttermilch übertreten und zur Atemdepression des Säuglings führen.
Wegen der zentral dämpfenden Wirkung kann es die Verkehrstüchtigkeit beeinträchtigen. Patienten mit leichter Niereninsuffizienz oder ältere Patienten benötigen keine Dosisanpassung. An Interaktionen mit anderen Medikamenten ist zusätzlich zu denen anderer Opioide insbesondere die Wechselwirkung mit serotoninergen Stoffen bei Medikamenten mit z. B. selektiven Serotonin-Wiederaufnahme- und Monoaminooxidase-Hemmern zu beachten.

### Unerwünschte Wirkungen, Wechselwirkungen mit anderen Medikamenten
Tapentadol weist die üblichen unerwünschten Wirkungen der Opioide auf. Zu den sehr häufigen Nebenwirkungen gehören Schwindel, Somnolenz, Kopfschmerzen, Übelkeit und Verstopfung. Als häufig angegeben werden verminderter Appetit, Angst, depressive Verstimmung, Schlafstörungen, Unruhe, Tremor, unwillkürliche Muskelkontraktionen, Erröten, Dyspnoe, Erbrechen, Diarrhoe, Magen-Darmstörungen, Juckreiz, Schwitzen, Hautausschlag, Müdigkeit, Missempfinden der Körpertemperatur, trockene Schleimhäute und Ödeme.
Es besteht ein Suchtpotential.
Die gemeinsame Einnahme von Tapentadol und MAO-Hemmern oder Serotonin-Wiederaufnahmehemmern kann zu starken Blutdruckanstiegen führen. Die Einnahme mit Alkohol oder anderen zentral dämpfenden Substanzen verstärkt den negativen Einfluss auf die Verkehrstüchtigkeit.

### Wirksamkeit und Verträglichkeit
Die analgetische Potenz von Tapentadol liegt bei 0,3–0,5 und damit zwischen der von Tramadol (0,1) und Morphin (Mustersubstanz, analgetische Potenz 1,0) Tapentadol stellte sich in einer Zulassungsstudie des Herstellers bei chronischen Arthrose- und Rückenschmerzen bezüglich Übelkeit, Obstipation und Erbrechen verträglicher dar als Oxycodon. Die Anzahl der durch Nebenwirkungen bedingten Therapieabbrüche unter Tapentadol war halb so hoch wie diejenige unter Oxycodon. Kritisch ist, dass Oxycodon entsprechend dem Studienprotokoll nicht in der Dosis reduziert werden durfte und wahrscheinlich überdosiert war.
Eine Überlegenheit von Tapentadol gegenüber reinen Opioiden oder Tramadol hinsichtlich Wirksamkeit oder Verträglichkeit ist nicht durch randomisierte, kontrollierte Studien belegt.

## Pharmazeutische Informationen
Tapentadol erhielt in den Ländern der EU den Marktzugang über ein dezentrales Zulassungsverfahren, das im August 2010 abgeschlossen wurde. Im selben Monat kam in Deutschland Tapentadol in Form von Retardtabletten auf den Markt; 2014 folgte die Vermarktung einer Lösung zum Einnehmen zur Behandlung akuter Schmerzen. In den USA wurde Tapentadol als Nucynta 2008 zugelassen.
Tapentadol ist seit 25 Jahren der erste neue Wirkstoff, der für die orale Behandlung mäßig starker bis starker akuter und chronischer Schmerzen in den Markt eingeführt wurde. Einem Bericht der Krankenkassen zufolge sei er jedoch von geringer Innovationskraft, deutlich teurer als vorhandene Therapieoptionen (wie Tramadol oder Morphin) und werde mangels Studiendaten für die Behandlung von Tumorschmerzen nicht empfohlen.
Tapentadol unterliegt betäubungsmittelrechtlichen Vorschriften; in Deutschland ist es als verkehrs- und verschreibungsfähiges Betäubungsmittel eingestuft. In der Schweiz fällt es ebenfalls unter das Betäubungsmittelgesetz, in Österreich unter das Suchtmittelgesetz.

## Handelsnamen
Palexia (D, A, CH), Yantil (DK, ES), Nucynta (USA), diverse Generika (D).